# Marlon Roudette
Marlon Roudette (ur. 5 stycznia 1983 w Londynie) – brytyjsko-vincentyński piosenkarz, kompozytor i autor tekstów.
Były członek duetu Mattafix, grającego muzykę alternatywną będącą mieszanką bluesa, hip-hopu, R&B, reggae oraz tradycyjnej muzyki hinduskiej. W 2011 roku Marlon rozpoczął karierę solową.

## Dzieciństwo i młodość
Marlon Roudette urodził się w Londynie jako syn brytyjskiego producenta muzycznego Camerona McVey i Vonnie Roudette pochodzącej z Saint Vincent i Grenadyny. Gdy miał 9 lat, jego rodzice się rozstali, a Marlon przeprowadził się z matką do jej ojczyzny na Karaibach, gdzie wychowywał się do siedemnastego roku życia. W 2000 roku Roudette powrócił do Wielkiej Brytanii.
Już w dzieciństwie miał nieograniczony kontakt z dźwiękiem i muzyką. Młodość spędził na Karaibach, rodzinnych stronach swojej mamy, gdzie – jak wspomina – muzyka otaczała go z każdej strony: w autobusie, sklepach, barach i klubach.

To była niesamowita przygoda w moim życiu. Czas kiedy człowiek kształtuje swoją osobowość przyszło mi spędzić w miejscu które przepełnione było muzyką. To wszystko spowodowało, że sam także chciałem spróbować swoich sił w muzykowaniu – przyznaje Marlon.

## Kariera

### Początki kariery
W wieku 17 lat Marlon opuścił Karaiby by wrócić do Londynu. Tam spotykał przyszłego kompana z Mattafix, Preetesha Hirji. Razem postanawiali wspólnie zająć się tworzeniem nagrań. Pierwszy wielki sukces odnoszą pięć lat później, kiedy skomponowany przez Roudette utwór „Big City Life” odniósł wielki sukces w Europie i Nowej Zelandii. Piosenka stała się numerem jeden w Nowej Zelandii, Niemczech, Austrii, Szwajcarii i we Włoszech.

Ten utwór powstał właściwie przez przypadek. Któregoś wieczora wziąłem do ręki gitarę by trochę sobie pograć i sam nie wiem kiedy pojawiła się ta melodia. Uznałem, że jest na tyle intrygująca, że może warto popracować nad nią dalej. Kiedy dołożyliśmy do niej wokal i charakterystyczną perkusję czuliśmy, że może udało nam się stworzyć coś całkiem sympatycznego, ale nie spodziewaliśmy się, że ten numer może tak bardzo spodobać się tak wielu osobom - Marlon o utworze Big City Life.

Mattafix wydał łącznie dwa albumy Signs Of A Struggle (2005) i Rhythm and Hymns (2007).

### 2011: Matter Fixed
W 2011 roku Marlon rozpoczął karierę solową. W lipcu pojawił się pierwszy singel „New Age”, który odniósł wielki sukces w Niemczech i Szwajcarii, gdzie pokrył się platyną. Marlon postanowił więc wydać swój pierwszy solowy album zatytułowany Matter Fixed w październiku.

### 2014: Electric Soul
8 sierpnia 2014 roku w Niemczech ukazała się druga solowa płyta Marlona – Electric Soul. W Polsce w wersji cyfrowej album pojawił się 26 sierpnia. Singlem promującym płytę jest utwór „When the Beat Drops Out”.

## Dyskografia

### Albumy solowe
| Rok  | Tytuł                                                                     | Najwyższa pozycja | Najwyższa pozycja | Najwyższa pozycja |
| Rok  | Tytuł                                                                     | AUT               | GER               | SWI               |
| ---- | ------------------------------------------------------------------------- | ----------------- | ----------------- | ----------------- |
| 2011 | Matter Fixed - Data: 2 października 2011 - Wydawca: Universal Music Group | 27                | 6                 | 33                |
| 2014 | Electric Soul - Data: 8 sierpnia 2014 - Wydawca: Universal Music Group    | 26                | 16                | 4                 |

### Single solowe
| Rok  | Tytuł                                                | Najwyższe pozycje | Najwyższe pozycje | Najwyższe pozycje | Najwyższe pozycje | Najwyższe pozycje | Najwyższe pozycje | Najwyższe pozycje | Najwyższe pozycje | Najwyższe pozycje | Certyfikat                                 | Album         |
| Rok  | Tytuł                                                | AUS               | POL               | AUT               | BEL               | FRA               | GER               | ITA               | SWI               | UK                | Certyfikat                                 | Album         |
| ---- | ---------------------------------------------------- | ----------------- | ----------------- | ----------------- | ----------------- | ----------------- | ----------------- | ----------------- | ----------------- | ----------------- | ------------------------------------------ | ------------- |
| 2011 | „New Age”                                            | –                 | 4                 | 1                 | 12                | 14                | 1                 | –                 | 1                 | 90                | - AUT: Platyna - GER: Platyna - SWI: Złoto | Matter Fixed  |
| 2012 | „Anti Hero (Brave New World)”                        | –                 | –                 | 5                 | 74                | –                 | 6                 | –                 | 11                | –                 | - GER: złoto                               | Matter Fixed  |
| 2012 | „Hold One Me”                                        | –                 | –                 | –                 | –                 | –                 | –                 | –                 | –                 | –                 |                                            | Matter Fixed  |
| 2012 | „Anti Hero (Le saut de l’ange)” (featuring Lala Joy) | –                 | –                 | –                 | 39                | 41                | –                 | –                 | –                 | –                 |                                            | Matter Fixed  |
| 2014 | „When the Beat Drops Out”                            | 15                | –                 | 2                 | –                 | 185               | 1                 | 8                 | 2                 | 7                 | - AUS: Platyna - ITA: Platyna              | Electric Soul |
| 2015 | „Flicker”                                            | –                 | –                 | –                 | 39                | 41                | –                 | –                 | –                 | –                 |                                            | Electric Soul |
| 2015 | „Everybody Feeling Something” (featuring K Stewart)  | –                 | –                 | –                 | –                 | –                 | –                 | –                 | –                 | –                 |                                            | –             |